# アルツァフ王国
アルツァフ王国（アルメニア語: Արցախի թագավորություն）は、1000年から1261年まで存在した国家。シュニク、アルツァフ（現在のナゴルノ・カラバフ）、ガルドマン、ゲガルクニク地方を支配していた。
バグラトゥニ朝アルメニアの保護国であったが、13世紀前半にはグルジア王国の、その後はモンゴル帝国に支配された。
1261年、イルハン朝のアルグンがハサン・ジャラルを暗殺したことで王家が途絶えた。しかし、シュニクを統治する公国として存続し、16世紀にカラバフのメリクドムの一角となり、19世紀前半まで存続した。

## 参考資料
- ロバート・H・ヒューセン（英語版）："The Kingdom of Arc'ax" in Medieval Armenian Culture (University of Pennsylvania Armenian Texts and Studies). Thomas J. Samuelian and Michael E. Stone (eds.) Chico, California: Scholars Press, 1984. ISBN 0-89130-642-0.